# Woo Hah!! Got You All in Check
"Woo Hah!! Got You All in Check" é o primeiro single solo de Busta Rhymes e foi lançado em 1996 do seu álbum de estreia The Coming. Chegou ao número #8 nos E.U.A. em 20 de Abril de 1996 e #2 no Reino Unido. Nos EUA, o single foi lançado como lado-A duplo juntamente com "Everything Remains Raw".
O instrumental da canção contém um sample de "Space" por Galt MacDermot. O mote para a canção é uma referência ao mote de Big Bank Hank do lançamento de 1981 "8th Wonder": "See it's up my back, it's around my neck / Woo-hah! Got them all in check."
Em 1996, foi nomeada para o Grammy Award de Melhor Performance Solo de Rap, mas perdeu para Gangsta's Paradise de Coolio.
Em 2008, foi escolhida o número 56 no VH1's 100 Greatest Songs of Hip Hop.

## Remixes
O remix oficial da canção é "Woo Hah!! Got You All in Check (The Worldwide Remix)", com o falecido rapper do Wu-Tang Clan Ol' Dirty Bastard.

## Faixas
| #                         | Título                                                                   | Duração                  |
| United States 12" single  | United States 12" single                                                 | United States 12" single |
| ------------------------- | ------------------------------------------------------------------------ | ------------------------ |
| A1.                       | "Woo-Hah!! Got You All in Check (Album Version)"                         | 4:40                     |
| A2.                       | "Woo-Hah!! Got You All in Check (The World Wide Remix)"                  | 4:25                     |
| A3.                       | "Woo-Hah!! Got You All in Check (The Jay-Dee Bounce Remix)"              | 4:42                     |
| A4.                       | "Woo-Hah!! Got You All in Check (The DJ Scratch Albany Projects Remix)"  | 4:48                     |
| B1.                       | "Everything Remains Raw (Album Version)"                                 | 3:43                     |
| B2.                       | "Woo-Hah!! Got You All in Check (The World Wide Remix Instrumental)"     | 4:18                     |
| B3.                       | "Woo-Hah!! Got You All in Check (The Jay-Dee Bounce Remix Instrumental)" | 4:42                     |
| B4.                       | "Woo-Hah!! Got You All in Check (The Jay-Dee Other Shit Remix)"          | 4:42                     |
| B5.                       | "Everything Remains Raw (Album Version Instrumental)"                    | 3:38                     |
| United Kingdom 12" single |                                                                          |                          |
| A1.                       | "Woo Hah!! Got You All in Check (Album Radio Edit)"                      | 4:41                     |
| A2.                       | "Woo Hah!! Got You All in Check (Fila Mix 3)"                            | 4:55                     |
| A3.                       | "Woo Hah!! Got You All in Check (The DJ Scratch Albany Projects Remix)"  | 4:10                     |
| A4.                       | "Woo-Hah!! Got You All in Check (TataDenata blend)"                      | 4:28                     |
| B1.                       | "Woo Hah!! Got You All in Check (Origin Unknown Mix)"                    | 6:44                     |
| B2.                       | "Woo Hah!! Got You All in Check (Fila Mix 4)"                            | 6:39                     |
| B3.                       | "Woo Hah!! Got You All in Check (The Jay-Dee Other Shit Remix)"          | 4:10                     |
| United States CD single   |                                                                          |                          |
| 1.                        | "Woo-Hah!! Got You All in Check"                                         | 4:40                     |
| 2.                        | "Woo-Hah!! Got You All in Check (The World Wide Remix)"                  | 4:25                     |
| 3.                        | "Woo-Hah!! Got You All in Check (The Jay Dee Bounce Remix)"              | 4:42                     |
| 4.                        | "Woo-Hah!! Got You All in Check (The DJ Scratch Albany Projects Remix)"  | 4:48                     |
| 5.                        | "Everything Remains Raw"                                                 | 3:43                     |
| 6.                        | "Woo-Hah!! Got You All in Check (The World Wide Remix Instrumental)"     | 4:18                     |
| 7.                        | "Woo-Hah!! Got You All in Check (The Jay Dee Bounce Remix Instrumental)" | 4:42                     |
| 8.                        | "Woo-Hah!! Got You All in Check (The Jay Dee Other Shit Remix)"          | 4:42                     |
| 9.                        | "Everything Remains Raw (Album Instrumental)"                            | 3:37                     |

## Paradas
| Parada de fim de ano (1996) | Posição |
| --------------------------- | ------- |
| U.S. Billboard Hot 100      | 57      |